# Томас Чекон
Томас Чекон (итал. Thomas Ceccon; Тјене, 27. јануар 2001) италијански је пливач чија специјалност су трке леђним, слободним и мешовитим стилом. Вишеструки је европски и светски јуниорски првак и победник Олимпијских игара младих.

## Спортска каријера
Чекон је почео да наступа на међународној сцени као петнаестогодишњак учествујући на разним јуниорским пливачким митинзима, а први запаженији успех остварио је већ 2017. на европском јуниорском првенству у израелској Нетанији где је као члан штафете на 4×100 мешовито освојио златну медаљу. Током 2018. успешно је дебитовао у сениорској конкуренцији пошто је на Европском првенству у Глазгову заузео пето место у финалу трке на 100 леђно. Два месеца после тог европског првенства Чекон је учествовао на Олимпијским играма младих у Буенос Ајресу где је освојио чак пет медаља, укључујући и златно у трци на 50 метара слободним стилом. Врхунац каријере у јуниорској конкуренцији достигао је у 2018. у којој је освојио три титуле европског и две титуле светског јуниорског првака. 
У јулу 2019. по први пут је наступио на сениорском светском првенству које се те године одржавало у корејском граду Квангџуу и где се такмичио у две дисциплине. Најбољи резултат остварио је у трци на 100 леђно у којој је успео да се пласира у полуфинале (укупно заузео 17. место), док је у трци на 50 леђно био 26. у квалификацијама. 